# Massaker von Hola
Das Massaker von Hola ereignete sich im Jahr 1959 während des Mau-Mau-Kriegs in der britischen Kolonie Kenia. Im Gefangenenlager Hola nahe der gleichnamigen Stadt kamen 11 Insassen gewaltsam zu Tode; die Aufdeckung von Vertuschungsversuchen der Kolonialverwaltung beschleunigte das Erreichen der Unabhängigkeit des Landes im Jahr 1963.

## Das Massaker
Das Lager Hola wurde eingerichtet, um Häftlinge unterzubringen, die als besonders „hartgesotten“ eingestuft wurden. Im Januar 1959 zählte das Lager 506 Häftlinge, von denen 127 in einem abgelegenen geschlossenen Lager untergebracht waren. Dieses abgelegenere Lager war den unkooperativsten Häftlingen vorbehalten. Sie verweigerten sich selbst unter Androhung von Gewalt der Teilnahme am „kolonialen Rehabilitationsprozess“, körperlicher Arbeit und der Befolgung von Befehlen.
Der Lagerkommandant entwarf deswegen einen Plan, nach dem 88 der Häftlinge zur Arbeit gezwungen werden sollten. Am 3. März 1959 wurde dieser Plan in die Tat umgesetzt – mit dem Ergebnis, dass 11 der Häftlinge von Wachleuten zu Tode geprügelt wurden. Die 77 überlebenden Häftlinge trugen schwere Dauerschäden davon.

## Umgang mit den Geschehnissen

### Vertuschungsversuch und Aufdeckung
Der erste Bericht über den Vorfall erschien in der Zeitung East African Standard. Der Artikel auf der Titelseite berichtete, dass zehn Menschen im Hola-Gefangenenlager gestorben seien. Die Zeitung zitierte die offizielle Erklärung der Kolonialbehörden: „Die Männer gehörten zu einer Gruppe von etwa 100 Personen, die mit dem Ausheben von Gräben beschäftigt waren. Die Todesfälle ereigneten sich, nachdem sie Wasser aus einem Wasserwagen getrunken hatten, der von allen Mitgliedern der Arbeitsgruppe und den Wächtern benutzt wurde.“
Einige der frühen Berichte erwähnen den Vorfall höchstens am Rande, da viele dieser Berichte entweder von der britischen oder von der Kolonialregierung herausgegebene oder finanzierte Publikationen waren. Die Mehrzahl der Sekundärtexte, die im ersten Jahrzehnt nach dem Massaker veröffentlicht wurden, sympathisierten mit der britischen bzw. kolonialen Sichtweise.
In den ersten Wochen wurden jedoch weitere Informationen über den Vorfall bekannt. Eine Untersuchung der Todesfälle ergab, dass die 11 Häftlinge nicht an verdorbenem Wasser, sondern an den Folgen von Gewalt gestorben waren. Der gerichtsmedizinische Befund lautete: „Sie starben […] nach zahlreichen Schlägen und anderen Verletzungen.“ Im Juni tauchte in internationalen Medien der Begriff „Hola Scandal“ auf. Berichten zufolge seien am 3. März 1959 85 Häftlinge zur Arbeit aufgefordert worden, doch hätten sich die meisten von ihnen auf den Boden geworfen und die Arbeit verweigert, woraufhin sie von den Wärtern geschlagen worden seien. Als Ergebnis lagen dem Bericht zufolge am Ende 11 Häftlinge im Sterben und weitere 23 mussten im Krankenhaus behandelt werden.

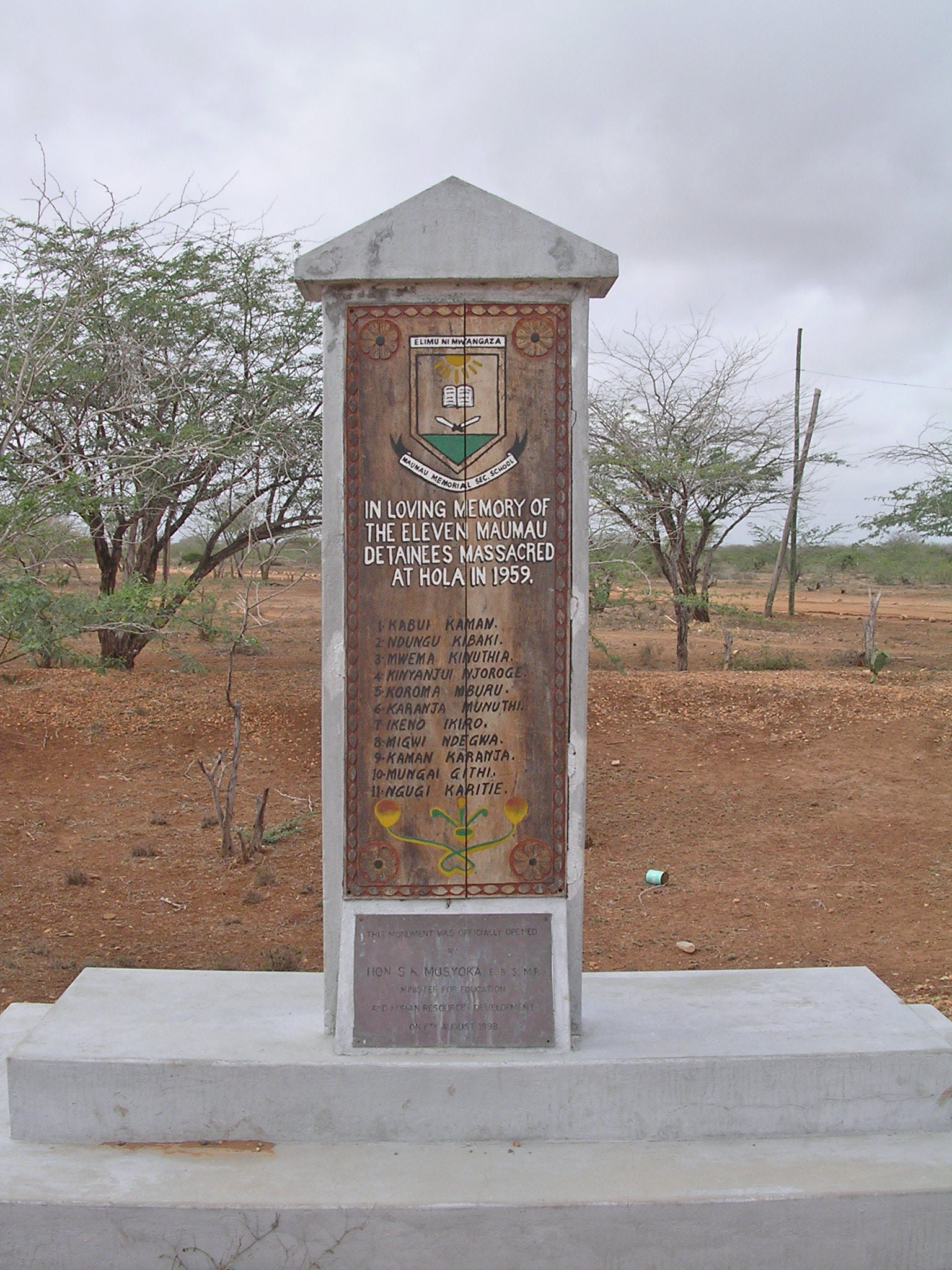
Gedenkstätte für das Massaker am Stadtrand von Hola

### Betrachtung im geschichtlichen Kontext
Wissenschaftliche Forschungen deckten auf, dass ein Großteil der Geschichte der britischen und kolonialen Verwaltung während des Übergangs zur Unabhängigkeit in Kenia vertuscht und viele offizielle Dokumente während des Übergangs absichtlich vernichtet wurden.
Die amerikanische Historikerin Caroline Elkins konnte anhand von verfügbaren Originaldokumenten und durch Interviews mit überlebenden Kenianern und Kolonialbeamten nachweisen, dass ein Teil des Hola-Gefängnisses als Straflager für diejenigen Mau-Mau-Aufständischen genutzt wurde, die sich weigerten, ihren Eid oder ihre Zugehörigkeit zur Bewegung zu widerrufen. Die Gefangenen dort wurden systematisch physisch und psychisch misshandelt, um ihren Willen zu brechen.

### Politische Konsequenzen
Nach der Veröffentlichung der Untersuchungsergebnisse kam es auf Betreiben der Opposition zu einer Debatte im Unterhaus. Die zunehmende negative Publizität und die Forderung nach weiteren Untersuchungen der Menschenrechtsverletzungen in den Lagern führten dazu, dass die britische Regierung ihre Unterstützung für die Verwaltung der Kolonie Kenia einschränkte und den Weg zur Unabhängigkeit Kenias rascher beschritt.
Die in der Öffentlichkeit geführte Debatte veranlasste die britische Regierung, Maßnahmen zu ergreifen, um das sich verschlechternde Bild Großbritanniens aufzubessern. Die kolonialen Gefangenenlager in Kenia wurden geschlossen und die Gefangenen bald darauf freigelassen. In diesem Zusammenhang wurde auch versucht, die britischen Interessen in Afrika ohne Gewaltanwendung zu wahren, was indirekt zu einer Beschleunigung der Unabhängigkeit der britischen Kolonien in Afrika führte.
Die Kolonialregierung änderte den Namen von Hola in Galole, um die Erinnerung an das Massaker zu dämpfen. Im Jahr 1971 machte Präsident Kenyatta diese Entscheidung nach einem Treffen mit einer großen Delegation aus Tana River rückgängig. Seitdem ist der Ort wieder als Hola bekannt.
Erst im Jahr 2013 einigte sich die britische Regierung mit den Vertretern der Opferverbände auf umfassende Entschädigungen für von der britischen Kolonialregierung begangene Unrechtstaten während des Mau-Mau-Aufstands. Gemeldet wurde ein Gesamtvolumen der Entschädigungsleistungen in Höhe von 20 Millionen Pfund.